# Universidad de Borgoña
La Universidad de Borgoña (en francés, Université de Bourgogne) es un centro de educación superior, de titularidad pública, fundado en 1971, pero enlazando con la Facultad de Derecho creada en Dijon en 1772, que se considera fecha fundacional. Es la única universidad en la Borgoña. En 1806, Napoleón la convirtió en uno de los núcleos para la formación de juristas en Francia. Actualmente es una universidad con 27.000 estudiantes, distribuidos entre Dijon y otras cinco poblaciones borgoñonas (Chalon-sur-Saône, Le Creusot, Mâcon, Auxerre, Nevers). 
Algunas personalidades importantes de diferentes campos del saber, como Eugène Bataillon en biología, Gaston Bachelard en filosofía, Félix Billet en física o Gaston Roupnel en historia, contribuyeron a la historia de la Universidad. 

## Personalidades vinculadas a la universidad

### Profesores
- Gaston Bachelard, filósofo, miembro de la Academia de Ciencias Morales y Políticas en Francia *Lucien Febvre, historiador, cofundador de la Escuela de los Anales
- André Leguai, medievalista
- Louis Renault, jurista, galardonado con el Premio Nobel de la Paz
- Alain Bazot, presidente de la Unión de Consumidores UFC-Que Choisir.
- Aurélie Trouvé, copresidente de ATTAC.
- Bernard de Montmorillon, presidente de la Universidad Paris-Dauphine

### Estudiantes
- Alain Colas, navegante.
- Gérard Courant, cineasta francés, inventor de Cinématon.
- Rachida Dati, diputada al Parlamento Europeo, anteriormente Ministra de Justicia en Francia .
- Alain Joyandet, Secretario de Estado de Cooperación y la Francofonía.
- Arnaud Montebourg, Presidente del Consejo de Saône-et-Loire et diputado del mismo Departamento .
- Pierre Frogier, Presidente del Gobierno de Nueva Caledonia entre 2001 y 2004.
- Igor et Grichka Bogdanoff, controvertidos productores de televisión.[1]
- Edvard Beneš, Expresidente de Checoslovaquia.
- Roger Guillemin, Premio Nobel de Medicina en 1977.[2]
- Mahmoud El Materi, Ministro de Sanidad en Túnez.
- Guy Canivet, miembro del Consejo Constitucional en Francia.
- Henri-François Gautrin, Ministro en Quebec.
- Abdoulaye Wade, Presidente de Senegal.[3]
- Antanas Mockus, matemático, filósofo y político colombiano.